# Jet Asia Airways
Jet Asia Airways (tiếng Thái: เจ็ทเอเซีย แอร์เวย์) là một hãng hàng không Thái có cơ sở hoạt động từ sân bay quốc tế Suvarnabhumi ở Bangkok, Thái Lan. Đội tàu bay của hãng chỉ gồm các tàu bay Boeing 767. Jet Asia Airways cung cấp dịch vụ đầy đủ dịch vụ bay thường lệ và bay thuê chuyến cũng như các chuyến bay dài và ngắn hạn ACMI (còn được gọi là thuê ướt) .

## Lịch sử
Jet Asia Airways được thành lập vào tháng 2 năm 2009 với hai máy bay Boeing 767-200 máy bay, và nhận được giấy chứng nhận khai thác (AOC) vào tháng 10 năm 2010. Hãng nhập Hiệp hội Du lịch châu Á Thái Bình Dương vào tháng 1 năm 2011. Chuyến bay thương mại đầu tiên của hãng là vào ngày 17 tháng 9 năm 2011, giữa sân bay Đôn Mường của Bangkok và sân bay quốc tế Penang ở Malaysia.
Từ tháng 2 đến tháng 5 năm 2012, Jet Asia bay thuê chuyến hàng ngày giữa sân bay quốc tế Suvarnabhumi của Bangkok và sân bay quốc tế Narita ở Tokyo trên danh nghĩa của công ty du lịch Nhật Bản HIS. Bay thuê chuyến theo mùa giữa Bangkok và Tokyo tiếp tục vào tháng 7 năm 2012 và một lần nữa trong tháng 7 năm 2013 với tuyến bay bổ sung với Osaka. Bắt đầu từ tháng 1 năm 2013, sau khi hợp tác với Air Service CITS (một công ty con của Dịch vụ du lịch quốc tế Trung Quốc, mạng lưới du lịch tổng hợp lớn nhất của Trung Quốc), hãng hàng không này bắt đầu bay thuê chuyến đến hơn chín thành phố và cung cấp dịch vụ bay thường lệ giữa Bangkok, Phuket và sáu thành phố ở Trung Quốc: Bắc Kinh, Nam Kinh, Trùng Khánh, Thiên Tân, Thẩm Dương và Trường Sa.